# Шайерн
Шайерн (на немски: Scheyern) е община в горнобаварския район Пфафенхофен на Илм в Германия. Известен е най-вече със своя бенедиктински манастир.
Има площ от 38,28 км² и 4620 жители (към 31 декември 2011 г.). Гербът на общината показва „Кръста на Шайерн“, направен от графовете на Шайерн, в който има частичка от Светия кръст.
Основаването на първия замък Шайерн е през 508 или 940 г. Графовете на Шайерн са прародителският род на династията Вителсбахи.
През 995/996 г. в капелата на замъка се сгодява или жени Стефан от Унгария с принцеса Гизела Баварска.
Йозеф Ратцингер, по-късният папа Бенедикт XVI посещава всяка година манастир Шайерн, за да намери там спокойствие.
- Манастир Шайерн 1644
- Манастир Шайерн 2007
- Манастир Шайерн 2012